# Willem Sizoo
Willem Sizoo (Eindhoven, 1 februari 1929 – Klundert, 14 maart 1998) was een Nederlands politicus van de ARP en het CDA.
Hij werd geboren als zoon van dr. G.J. Sizoo, die toen als wetenschappelijk medewerker werkzaam was bij het Natuurkundig Laboratorium van Philips en een jaar de eerste hoogleraar in de natuurkunde aan de Vrije Universiteit Amsterdam werd.
Na het gymnasium volgde W. Sizoo een opleiding aan het Koninklijk Instituut voor de Marine waarop hij tot 1979 een carrière had als officier bij de Koninklijke Marine waar hij het bracht tot kapitein-luitenant ter zee. Daarnaast was hij van 1970 tot 1973 jaar lid van de gemeenteraad van Nederhorst den Berg. In dat laatste jaar ging hij naar Londen als assistent Marineattaché en van 1976 tot 1979 was hij chef staf Commandant Maritieme Middelen IJmond. In 1978 werd hij opnieuw gemeenteraadslid maar nu in Loenen waar hij ook wethouder is geweest. In februari 1985 werd Sizoo benoemd tot burgemeester van Klundert, wat hij tot zijn pensioen in maart 1994 zou blijven. Vier jaar later overleed Sizoo op 69-jarige leeftijd.